# Восстание Константина и Фружина
Восстание Константина и Фружина — первое болгарское восстание против османского владычества, вспыхнувшее в 1408 году. Началось в северо-западной Болгарии.
Поводом для восстания послужила неспокойная обстановка в Османской империи после поражения султана Баязида I в битве при Анкаре от войска монголов, возглавляемого Тимуром Хромым.
Возглавлено восстание царём Видинского царства Константином — сыном царя Ивана Срацимира, и его двоюродным братом царевичем Фружином — сыном царя Ивана Шишмана. Целью восстания являлось освобождение Болгарии от Османского владычества.
Восстание было подавлено в 1413 году. Достоверные сведения об основных этапах этого восстания все ещё ограничены и до сих пор остаются предметом споров среди историков. Почти ничего не известно о ходе действий.
Главные существующие спорные вопросы:
- Даты и сроки основных активных действий
- Даты и сроки подавления восстания силовыми методами
- Продолжительность народных волнений в Болгарии
- География распространения восстания

## Политическая ситуация

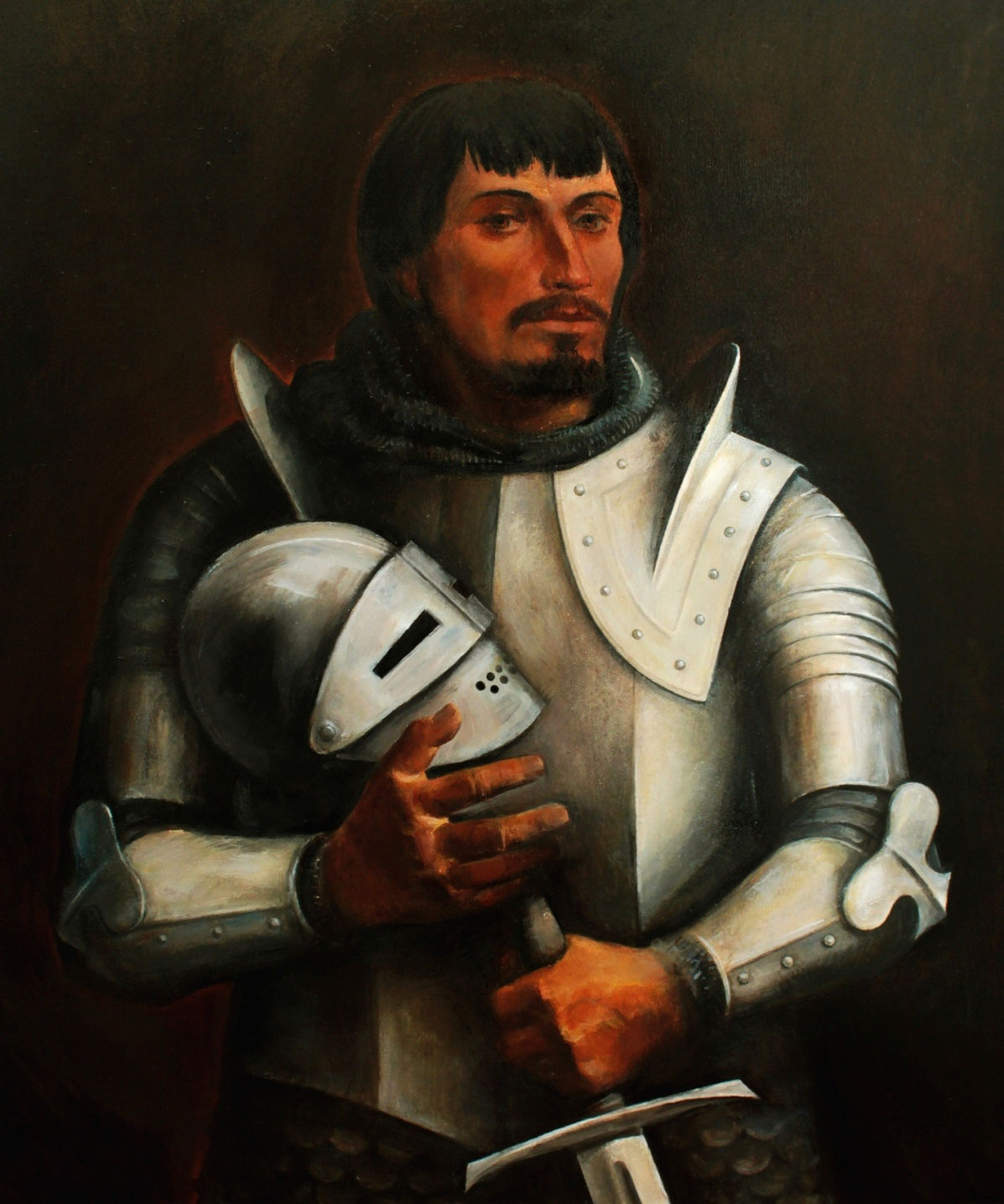
Князь Фружин Шишманович

В начале XV века победоносные войны и многочисленные завоевания Османской империи были временно приостановлены. 20 июля 1402 года султан Баязид I потерпел поражение от войск среднеазиатского эмира Тимура Хромого, был взят в плен вместе со своим гаремом, и после нескольких месяцев унижений умер от сердечного приступа в марте 1403 г. Происходят многочисленные междоусобные противостояния между его сыновьями в борьбе за наследство, продолжившиеся все следующее десятилетие и ещё больше ослабившие Османскую империю по причине проблем с управлением огромной территорией.
Правители находящихся под угрозой исчезновения Сербии, Валахии и Венгрии не преминули воспользоваться преимуществом текущей ситуации и заключить военный союз. Позднее к этому союзу присоединился царевич Константин II Асень, сын Видинского царя Ивана Срацимира и правитель территориально сокращенного и сильно ослабленного Видинского царства. Также к союзу присоединился его двоюродный брат царевич Фружин Асень, сын царя Ивана Шишмана. Воспользовавшись ситуацией внутреннего кризиса в Османской империи в 1404 году, они вернулись в Видин и возглавили первое болгарское восстание против османского владычества. По некоторым сообщениям Константин Асень II управлял своим царством вплоть до своей смерти в 1422 году, и, вероятно, состоял в созданной королём Сигизмундом Люксембургским христианской антитурецкой коалиции. Константин помогал своему двоюродному брату Фружину в попытках возвратить царские территориальные владения своего отца.

## Развитие событий
Восстание быстро распространилось охватив всю северо-западную Болгарию, в том числе Темску — территорию, которой до 1396 года владел царь Иван Срацимир. Константин и Фружин получили поддержку сербского князя Стефана Лазаревича и валашского воеводы Мирчо Старого.
После тяжелых боев восстание было подавлено многочисленными турецкими войсками под командованием второго сына султана Баязида I — Сулеймана Челеби. Константин и Фружин успевают бежать: Константин находит убежище в Сербии, а Фружин в Венгрии. Фружин Асень навсегда добровольно покинул Болгарию, но находясь в изгнании, оставался до конца своей жизни непримиримым противником Османской империи. Его имя вплетено практически во все направления антитурецкой деятельности в первой половине XV века. Фружин умер в знаменитой битве при Варне между объединённой армией крестоносцев и Османской империей в 1444 году.

## Историческое значение
Восстание было первым актом массового сопротивления болгарских христиан из Северо-Западной Болгарии и Темски против османского владычества.
В том же году, отражением этого восстания явились многочисленные беспорядки и восстания, вспыхнувшие в других частях Болгарии — в Провадии, Айтосе и многих других.